# オレステスコンプレックス
オレステスコンプレックスとは、父親の掟と母親の呪縛に苦しめられる息子の心理を言う。ウェルサムが提唱した概念。
オレステスの姉はエレクトラコンプレックスの用語で知られるエレクトラである。父親はアガメムノンであり、母親はクリュタイムネストラである。エレクトラコンプレックスの逸話では母親を殺した時点までしか出てこないが、その後の話もある。オレステスは親友であるピュラデスとエレクトラを結婚させるが、母親を殺した罪悪感のために気が狂ってしまったのである（詳細はオレステイアの項を参照のこと）。
エレクトラコンプレックスはエディプスコンプレックスの対義語と言われるが、このコンプレックスはエディプスコンプレックス的な心理を持ちながらも、結果としてそれを裏返しの形で表現しているのが特徴的である。また、実証例として同性愛的傾向を持つ神経症患者には、自らの妻を親友の妻にさせたいと思いながらも、その上で親友に嫉妬するという一見すると不可解な人間もいる。そのため、そのような潜在的同性愛的傾向を指す用語でもある。いずれにせよ否定する事で自分の欲望を満たそうとする心理を指す用語であることに変わりはなく、ラカン派の糸巻き論理の特色を強く受けている。